# Prîtulți, Korsun-Șevcenkivskîi
Prîtulți (în ucraineană Притульці) este un sat în comuna Dațkî din raionul Korsun-Șevcenkivskîi, regiunea Cerkasî, Ucraina.

## Demografie
Componența lingvistică a localității Prîtulți
     Ucraineană (97,94%)
     Romani (1,03%)
     Rusă (1,03%)
Conform recensământului din 2001, majoritatea populației localității Prîtulți era vorbitoare de ucraineană (97,94%), existând în minoritate și vorbitori de romani (1,03%) și rusă (1,03%).